# 카키노타네
카키노타네는 일본의 대중 간식이며, 대한민국에서는 감씨 과자로 많이 알려져 있다. 매콤한 고추를 베이스로 한 과자를 감씨 모양으로 튀긴 쌀과자에 양념으로 입힌 것이 기본 맛이다. 이외에도 와사비맛 등이 있다.

## 제조사
- 카네다